# Schonungen
Schonungen ist eine Gemeinde im unterfränkischen Landkreis Schweinfurt. Sie ist bezüglich der Fläche die größte und bezüglich der Bevölkerung (nach Werneck und Niederwerrn) die drittgrößte Kommune des Landkreises.

## Geographie

### Geographische Lage
Schonungen liegt ca. fünf Kilometer östlich von Schweinfurt am Main, 219 m ü. NHN. Der alte Ortskern breitet sich in der Talweitung der Steinach bei ihrer Mündung in den Main aus. Die Neubaugebiete wuchsen die Hänge hinauf. Wegen des Ausblicks ins Maintal und auf die Stadt wurde Schonungen zu einem bevorzugten Wohnort im Schweinfurter Speckgürtel.
Die Großgemeinde deckt etwa ein Drittel des Gebietes des zum Landkreis Schweinfurt gehörenden Teils der Schweinfurter Rhön ab. Die höchsten Erhebungen sind der Grainberg (408 m ü. NHN) und die Siebenkohlplatte (403 m ü. NHN). Die Hochfläche der Schweinfurter Rhön wird im Gemeindegebiet durch zwei tiefe Bachtäler in drei Teile zerschnitten, auf deren Höhen wenig ertragreicher Ackerbau betrieben wird. Hier befindet sich auch mit dem Ortsteil Löffelsterz (384 m ü. NHN) das höchstgelegene Kirchdorf des Landkreises und ein 24-Loch-Golfplatz. Das Gemeindegebiet ist das Mühlviertel des Landkreises. An der wasserreichen Steinach und insbesondere am Mühlbach befinden sich mehrere alte Mühlen. Im Mühlbachtal wird der Ortsteil Hausen durch ein Hochwasserrückhaltebecken geschützt. Im Südwesten und Westen greift die Gemarkung südlich über den Main hinüber und schließt dort in der Schonunger Bucht mehrere Baggerseen und den Reichelshof mit ein (siehe: Reichelshof). Die Gebiete im unmittelbaren Umfeld des Mains gehören zum Obertheres-Schonunger Maintal im Steigerwaldvorland.

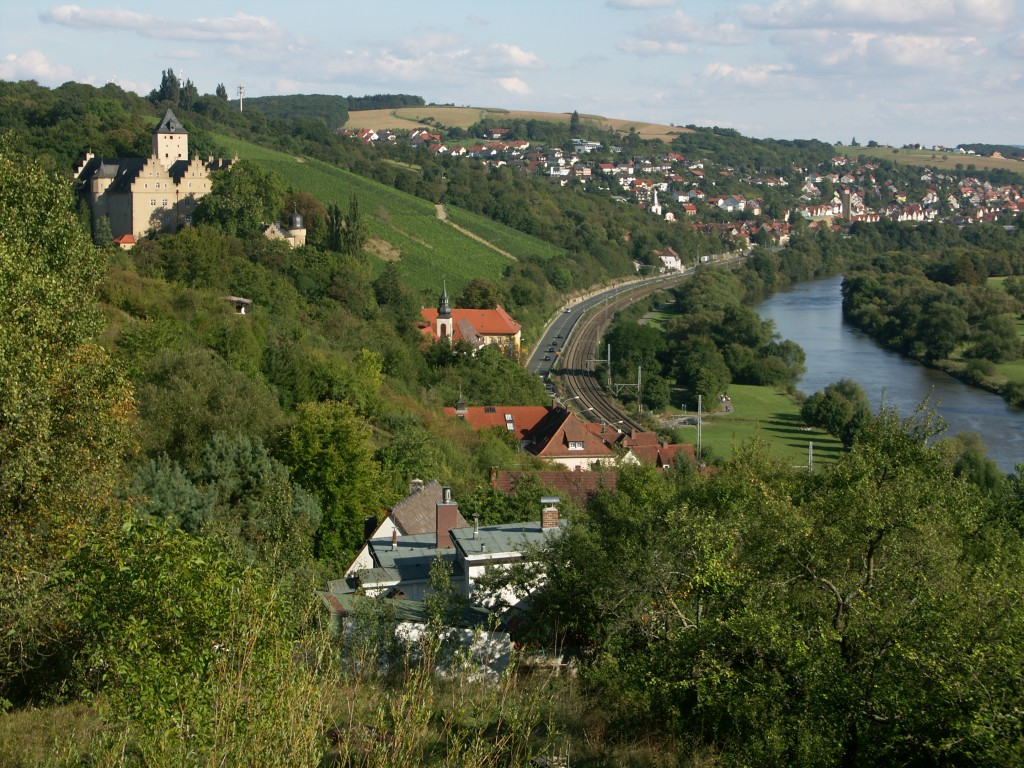
Dorf und Schloss Mainberg mit Main und Weinbergen, dahinter Schonungen

Schonungen liegt im Nordosten des Fränkischen Weinbaugebietes. An den steilen Südhängen gegen den Main befinden sich die Weinberge, mit insgesamt drei Weinlagen im Gemeindegebiet. Diese sind ab der Schweinfurter Stadtgrenze (von West nach Ost) Mainberger Mainleite, Mainberger Schloßberg und Schonunger Kreuzberg. Außerhalb des Schloßberges wird heute nur noch wenig Wein angebaut.
Zu Schonungen gehört auch der der Benediktinerabtei Münsterschwarzach gehörende Kaltenhof auf der Hochfläche zwischen Mainberg und Schonungen, in dem der gemeinnützige Verein LEVI e. V. ein Wohnprojekt für die Nachbetreuung und Wiedereingliederung von psychiatrisch behandelten Menschen unterhält.

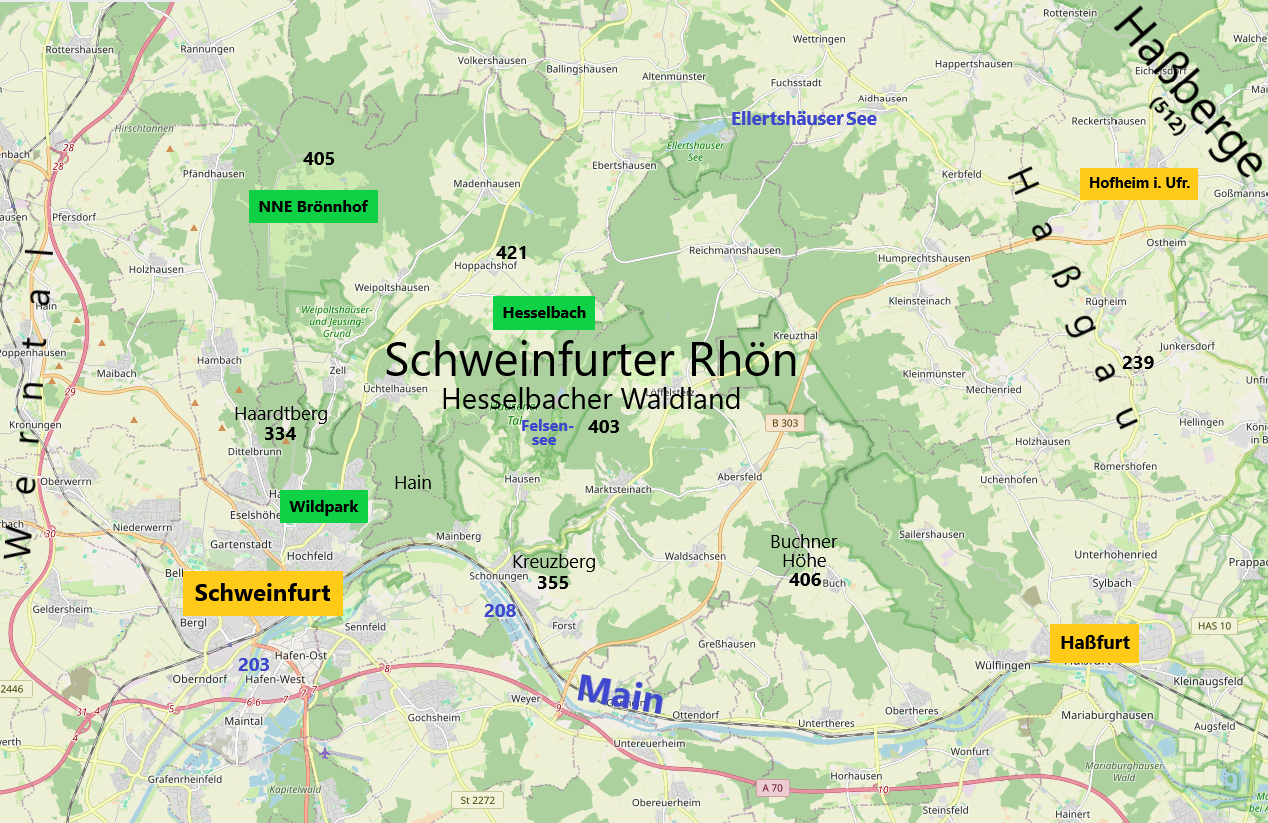
Schonungen liegt im Südwesten der Schweinfurter Rhön (bitte Bild vergrößern)

### Gemeindegliederung
Es gibt 13 Gemeindeteile (in Klammern ist der Siedlungstyp angegeben):
- Abersfeld (Kirchdorf)
- Bayerhof (Weiler)
- Forst (Pfarrdorf)
- Hausen (Pfarrdorf)
- Kaltenhof (Weiler)
- Löffelsterz (Kirchdorf)
- Mainberg (Kirchdorf)
- Marktsteinach (Pfarrdorf)
- Rednershof (Weiler)
- Reichelshof (Dorf)
- Reichmannshausen (Kirchdorf)
- Schonungen (Pfarrdorf)
- Waldsachsen (Pfarrdorf)

### Nachbargemeinden
Nachbargemeinden sind (von Norden beginnend im Uhrzeigersinn): Stadtlauringen, Aidhausen, Riedbach, Haßfurt, Theres, Gädheim, Gochsheim, Sennfeld, Schweinfurt und Üchtelhausen. Die zweit- bis fünftgenannte Kommune befindet sich im Landkreis Haßberge. Schweinfurt ist kreisfrei und alle übrigen Gemeinden liegen im Landkreis Schweinfurt.

## Geschichte

### Altertum
Bei Sandgewinnungsarbeiten in der Schonunger Bucht wurde 1938 ein 7 m langer Einbaum ausgegraben. Er wurde um ca. 80 n. Chr. hergestellt und dann vermutlich bis 120 n. Chr. von germanischen Fischern auf dem Main benutzt. Der Fund hatte überregionale Bedeutung, da er das erste sichere Zeugnis für die Anwesenheit der Germanen in dieser Region war.

### Mittelalter
Orte mit der Endung ungen deuten auf thüringischen Ursprung hin. Die Thüringer beherrschten das nördliche Mainfranken, bis sie ab dem 6. Jahrhundert von den Franken zurückgedrängt bzw. überlagert wurden.
Schonungen wurde wohl im 5. Jahrhundert gegründet. Der Name besagt entweder, dass es eine schöne, stattliche Siedlung war (sconi = ansehnlich, schön) oder die Niederlassung einer Sippe des Schön (Scono = Personenname). → Verlauf des Altmains.
Erste bekannte Erwähnung ist in einer Urkunde vom Jahre 1194 zu finden, mit der Kaiser Heinrich VI. Schenkungen bestätigte. Begütert waren in Schonungen außer den Grafen von Henneberg die Herren von Lobdeburg, von Thundorf und von Wenkheim, die Klöster Theres, Ebrach und Heidenfeld sowie das Stift Haug in Würzburg.

### Neuzeit

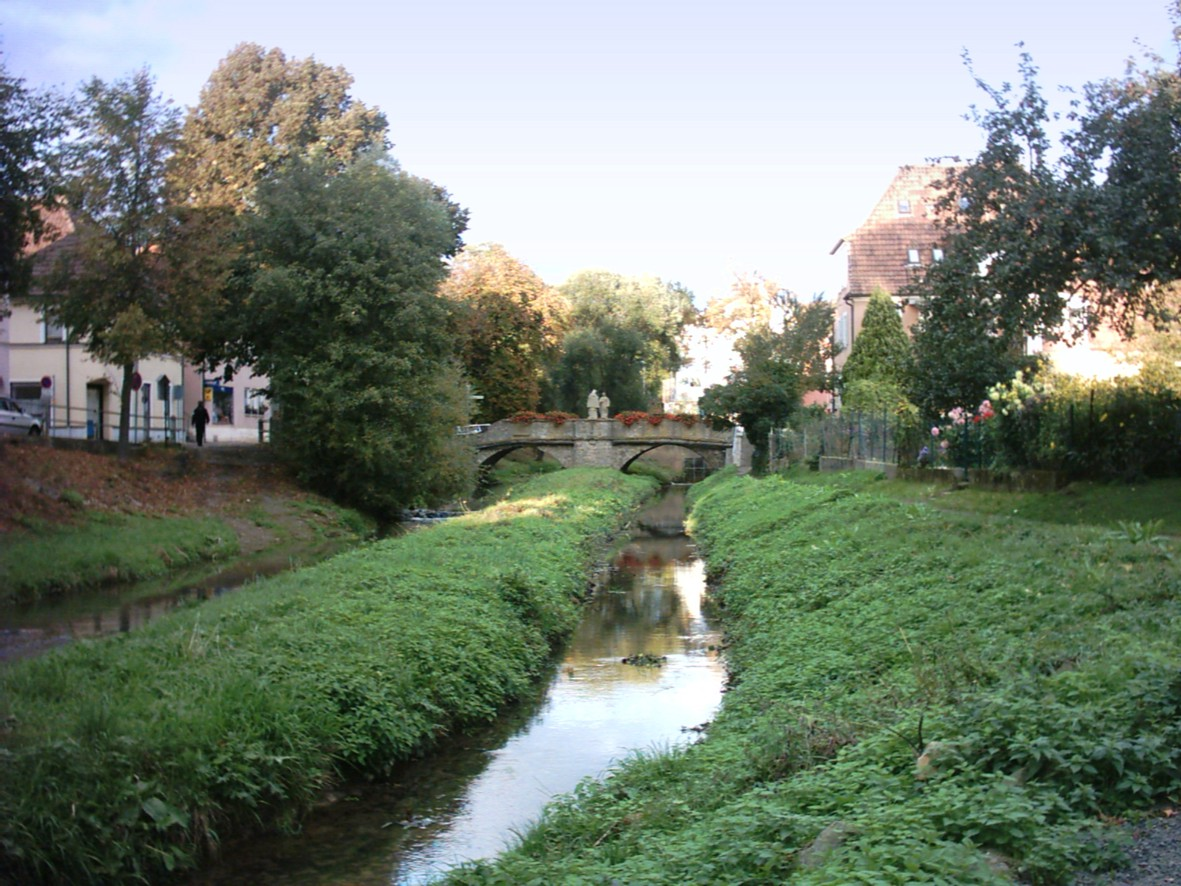
Alte Steinachbrücke

Im Markgräflerkrieg brannte Schonungen 1553 fast völlig nieder. 300 Jahre später ereilte den Ort abermals dieses Schicksal: Ursache war ein Funkenflug an der ein Jahr zuvor eröffneten Bahnstrecke Bamberg–Rottendorf.
Im Jahr 1818 entstand die politische Gemeinde.

### Moderne
Ende 2000 wurde die Gemeinde landesweit bekannt durch die so genannte Sattler-Altlast; so wurde die großflächige Bodenbelastung mit Schweinfurter Grün genannt, da sie in der Zeit von 1814 bis 1930 von der einstigen Farbenfabrik Wilhelm Sattler verursacht wurde. Am 24. Oktober 2002 wurde ein Bericht vom Magazin Monitor des WDR über die Sattler-Altlast ausgestrahlt, der Schonungen bundesweit in die Schlagzeilen brachte. Im Oktober 2011 begannen die Vorbereitungen zur Sanierung des Geländes, unter anderem mit dem Abbruch mehrerer Gebäude. Da der Verursacher der Belastung nicht mehr greifbar ist, wären laut geltender Gesetze die aktuellen Eigentümer der Grundstücke dazu verpflichtet, sich bis zur Höhe des Wertes ihrer Grundstücke an den Sanierungskosten zu beteiligen. Nach langen Verhandlungen wurde zwischen den Grundstückseigentümern und dem Freistaat Bayern ein Kompromiss gefunden, der die Haftung der Grundstückseigentümer auf 13,33 € pro Quadratmeter begrenzt.

### Eingemeindungen
Im Zuge der Gebietsreform in Bayern wurde am 1. Juli 1975 die Gemeinde Mainberg eingegliedert. Dies geschah gegen den mehrheitlichen Willen der Mainberger Bevölkerung, die einen Anschluss an die Stadt Schweinfurt wegen der engen historischen und wirtschaftlichen Verflechtungen wollte. Am 1. Mai 1978 kamen Abersfeld, Forst, Hausen, Löffelsterz, Marktsteinach, Reichmannshausen und Waldsachsen hinzu.

### Einwohnerentwicklung
Einwohner auf heutigem Gebietsstand:
| Jahr | Einwohner |
| ---- | --------- |
| 1961 | 8111      |
| 1970 | 8286      |
| 1991 | 8230      |
| 1995 | 8289      |
| 2003 | 8243      |
| 2004 | 8200      |
| 2005 | 8232      |
| 2006 | 8137      |
| 2007 | 8074      |
| 2008 | 8001      |
| 2009 | 7901      |
| 2010 | 7834      |
| 2011 | 7714      |
| 2012 | 7661      |
| 2013 | 7635      |
| 2014 | 7663      |
| 2015 | 7701      |
| 2018 | 7773      |

Im Zeitraum 1988 bis 2018 sank die Einwohnerzahl von 7846 auf 7773 um 73 Einwohner bzw. um 0,9 %. 1996 hatte die Gemeinde 8306 Einwohner.
Quelle: BayLfStat

### Religionen

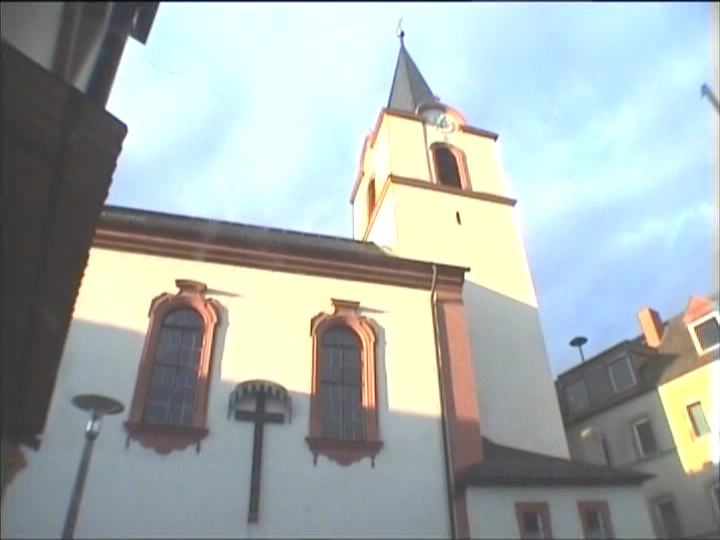
Alte St.-Georgs-Kirche

1332 wurde Schonungen Pfarrei durch Stiftung des Ehepaares von Wenkheim. Die durch den Dorfbrand 1853 zerstörte alte St.-Georgs-Kirche im Neumannstil wurde nach dem Wiederaufbau 1858 eingeweiht. Ihr spitzer Echterturm prägt den alten Ortskern.
1959–1961 wurde die neue St.-Georgs-Kirche an der Hauptstraße erbaut. Außer diesen beiden katholischen Kirchen gibt es seit 1954 am Schrotberg die evangelische Christuskirche. Die evangelische Pfarrgemeinde Schonungen wurde zunächst von Schweinfurt St. Johannis betreut, bis sie nach dem Zweiten Weltkrieg einen eigenen Seelsorger erhielt. 1953 wurde das Vikariat zu einer Pfarrstelle erhoben.
Im 18. Jahrhundert siedelten sich, begünstigt durch die Herren von Thundorf, einzelne jüdische Familien an. 1725 bestand die Jüdische Gemeinde aus acht Familien. Das von ihnen errichtete Bethaus fiel dem Dorfbrand 1853 zum Opfer, wurde aber 1855/56 wieder aufgebaut und neu eingeweiht. Die jüdische Gemeinde hatte einen eigenen Lehrer. Die Inneneinrichtung der Synagoge in der Bachstraße 21 wurde beim Novemberpogrom 1938 von SA-Männern zerstört; das Gebäude wurde nach 1945 zu einer Autogarage und einem Wohnhaus umgebaut. Dort erinnert eine Gedenktafel an das Gotteshaus und die jüdischen Mitbürger, die Opfer der Shoa wurden.

## Politik

### Gemeinderat

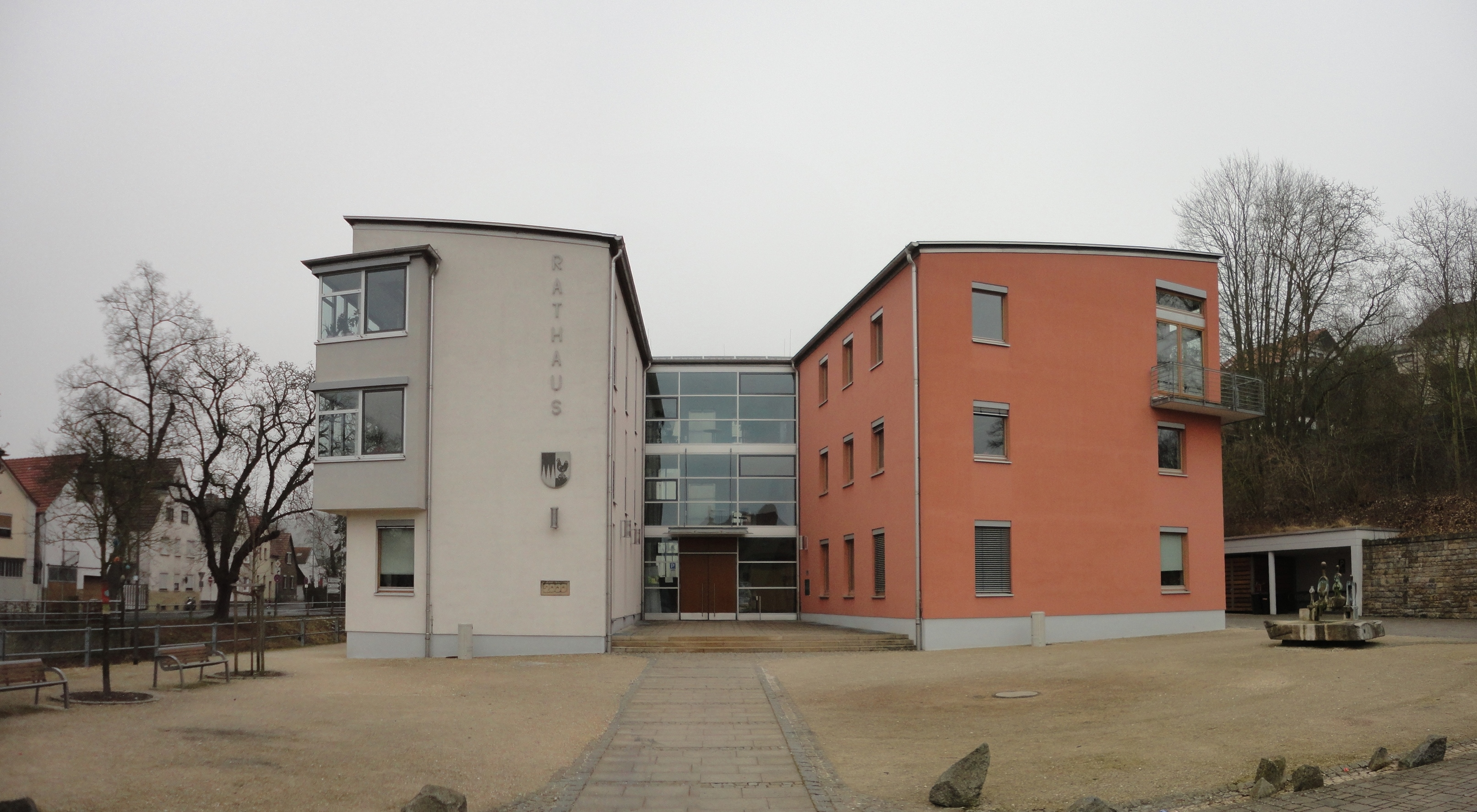
Rathaus

Der Gemeinderat hat (ohne Bürgermeister) 20 Mitglieder. Die Gemeinderatswahlen seit 2014 ergaben folgende Sitzverteilungen:
| Partei/Liste                                     | 2020  | 2014  |
| Partei/Liste                                     | Sitze | Sitze |
| ------------------------------------------------ | ----- | ----- |
| CSU                                              | 4     | 5     |
| SPD                                              | 6     | 3     |
| Allgemeine Bürgergemeinschaft                    | 2     | 2     |
| Freie Wähler Großgemeinde                        | 2     | 2     |
| Liste für Ökologie und Soziales                  | 2     | 2     |
| Wählergemeinschaft Marktsteinach                 | 1     | 2     |
| Dorfgemeinschaft Freie Wählergemeinschaft Hausen | 1     | 1     |
| Liste Löffelsterz                                | 1     | 1     |
| Oberlandliste Waldsachsen                        | 1     | 1     |

### Bürgermeister
Am 11. März 2012 wurde Stefan Rottmann (SPD) zum neuen Bürgermeister als Nachfolger von Kilian Hartmann (CSU) gewählt; seine Amtszeit begann am 1. Mai 2012. Mit 25 Jahren wurde er der damals jüngste Bürgermeister Deutschlands. Er setzte sich mit drei Stimmen Vorsprung gegen den Kandidaten der CSU durch. Der sehr knappe Wahlausgang und die Titulierung als „jüngster hauptamtlicher Bürgermeister“ hatten überregionale Berichte zur Folge. Artikel über Rottmann erschienen in den Tagen nach der Wahl unter anderem im Hamburger Abendblatt, im Focus und auf Spiegel.de.
Bei der Wahl am 15. März 2020 wurde er mit 82,9 % der Stimmen für weitere sechs Jahre im Amt bestätigt.

### Wappen
|                         | Blasonierung: „Gespalten von Rot und Gold; vorne drei silberne Spitzen, hinten auf grünem Dreiberg stehend eine rot bewehrte schwarze Henne.“ |
| Wappenführung seit 1959 | |

### Interkommunale Allianz Schweinfurter OberLand
Die Gemeinde ist Gründungsmitglied der Interkommunalen Allianz Schweinfurter OberLand, der außerdem die Gemeinden Maßbach, Rannungen, Thundorf in Unterfranken, Üchtelhausen und Stadtlauringen angehören (siehe auch Schweinfurter Rhön).

### Partnerschaften

Wappen der Gemeinde Alban

Die Gemeinde Schonungen hat eine Partnerschaft mit der französischen Gemeinde Alban im Département Tarn.

## Kultur und Sehenswürdigkeiten

### Baudenkmäler

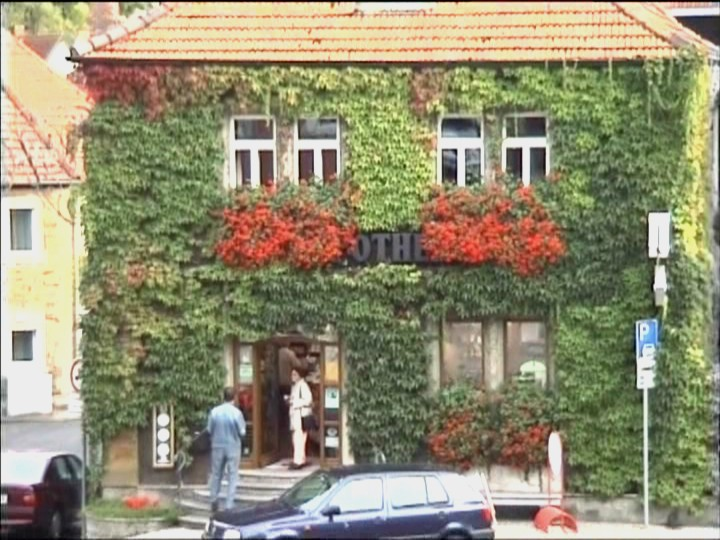
Alte Apotheke

- Alte St.-Georgs-Kirche. Dort finden gelegentlich Kulturveranstaltungen statt.
- Schloss Mainberg
- Kaltenhof

### Museum
Begründet durch die Apothekerfamilie Schumm gibt es seit 1998 ein Apothekenmuseum mit drei Räumen auf etwa 50 Quadratmetern. Es ist nach Vereinbarung öffentlich zugänglich.

### Reichelshof

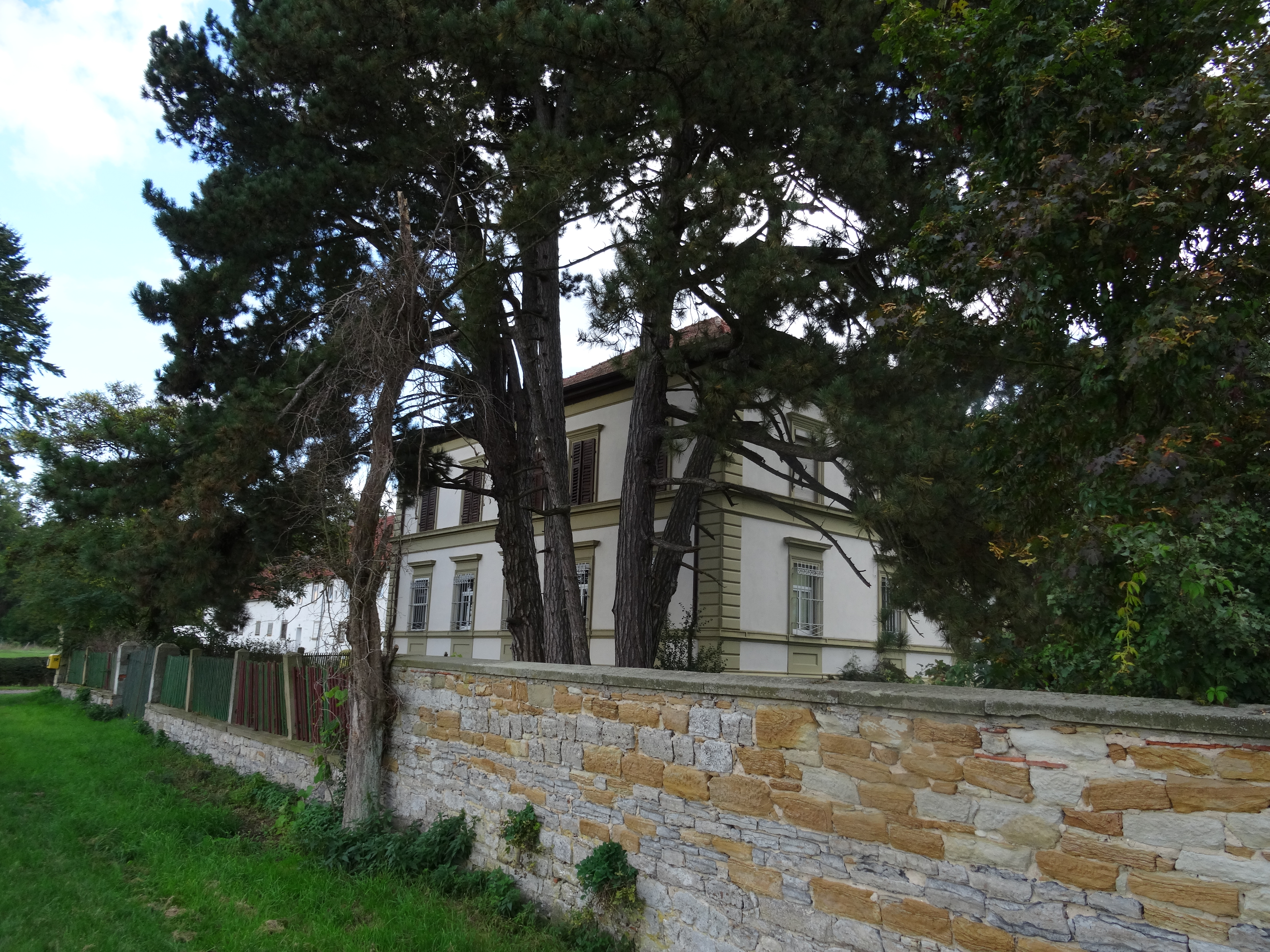
Gutshof Reichelshof, Herrenhaus

Der historische Gutshof Reichelshof liegt auf der linken Mainseite und ist nur über Sennfeld erreichbar. Heute beheimatet er den Natur- und Umweltgarten Reichelshof, eine 2004 staatlich anerkannte Umweltstation, in der Kinder und Erwachsene die Möglichkeit haben, die Natur zu erleben und ihre Umwelt zu gestalten.

## Naherholung

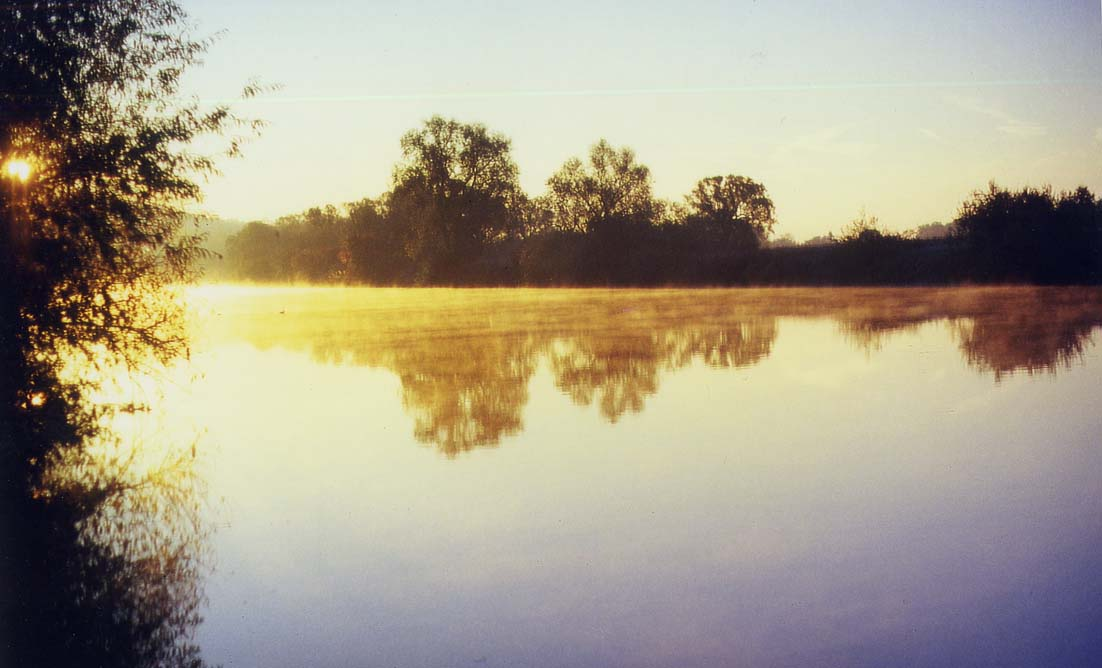
Main bei Mainberg

### Schonunger Bucht
Die Schonunger Bucht besteht aus sieben Seen und besitzt einen Badestrand. Sie entstand größtenteils durch Baggerseen im verlandeten Flussbett des Altmains.

### Rad- und Wanderwege
Der 600 Kilometer lange Main-Radweg wurde 2008 als erster deutscher Radfernweg vom Allgemeinen Deutschen Fahrrad-Club (ADFC) mit fünf Sternen ausgezeichnet.
Im Gemeindebereich gibt es in der Schweinfurter Rhön ein dichtes Netz von Wanderwegen, insbesondere um den Ottenhäuser Grund. Das Wanderwegenetz führt über das Gemeindegebiet hinaus, unter anderen zum nahen Ellertshäuser See.

### Golfplatz

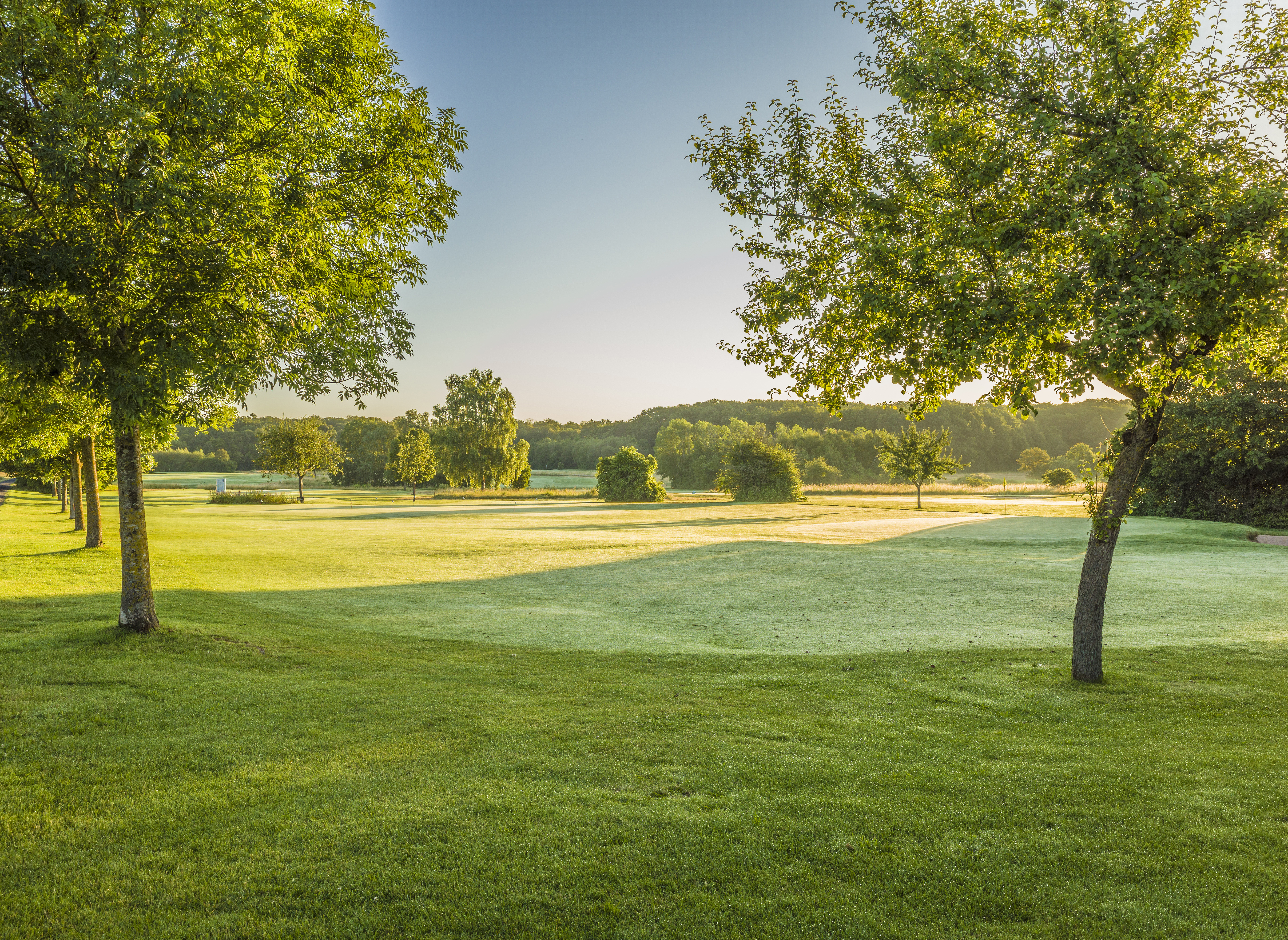
Öffentlicher 6-Loch-Golfplatz des Golf-Clubs Schweinfurt in Löffelsterz

Der Golfclub Schweinfurt betreibt im Ortsteil Löffelsterz eine 18-Loch-Anlage, einen öffentlichen 6-Loch-Kurzplatz und eine öffentliche Driving Range.
Siehe: Golfclub Schweinfurt, Anlage in Löffelsterz

## Wirtschaft und Infrastruktur
- Der Ort besitzt alle wesentlichen Einrichtungen eines Kleinzentrums, z. B. Ärzte, Zahnärzte, Apotheke, Schulen, Postagentur, Banken, Spiel- und Sportstätten, Hallenbad, Autoreparaturwerkstatt mit Tankstelle, Friseure, Einzelhandelsgeschäfte und Handwerksbetriebe. Übernachtungsmöglichkeiten gibt es im Naturfreundehaus und in zwei Gasthöfen
- Mit der Jugend-Umweltstation der Katholischen Jungen Gemeinde und dem Naturerlebnisgarten Reichelshof befinden sich auf dem Gebiet der Gemeinde zwei staatlich anerkannte Umweltstationen.
- Die evangelische Kirchengemeinde betreibt auf den Dächern der Christuskirche und des Gemeindehauses zwei Photovoltaikanlagen mit insgesamt 14 kWp. Auf dem Dach des Rathauses befindet sich ebenfalls eine Photovoltaikanlage.
- Im nordöstlichen Gemeindebereich zwischen Forst und Waldsachsen erzeugen mehrere Windkraftanlagen Strom: Acht mit je 1,0 MW, zwei mit 2,5 MW.

### Verkehr
- Der Ort wird von der Staatsstraße St 2447 (Schweinfurt–Eltmann) durchzogen, von der im Ortskern die Staatsstraße St 2266 nach Hofheim abzweigt. 2 km östlich besteht Anschluss an die Bundesstraße 303 nach Coburg und an die Autobahn 70 Schweinfurt–Bamberg (Maintalautobahn).
- Seit Dezember 2014 hat Schonungen durch den reaktivierten Haltepunkt an der Bahnstrecke Bamberg–Rottendorf wieder einen Eisenbahnanschluss.[23][24] Der alte Bahnhof wurde im Oktober 1983 stillgelegt.
- Der Ort ist an das Verkehrsnetz der Stadtbusse der Stadtwerke Schweinfurt angeschlossen, mit den Buslinien 71 und 72. Die Omnibusverkehr Franken GmbH (OVF) führt mehrere Buslinien (z. B.: 8130, 8156) durch Schonungen.

### Bildung
Der Ort hat eine Grundschule, eine Realschule und ein Förderzentrum mit dem Förderschwerpunkt körperliche und motorische Entwicklung (Schule für Kinder und Jugendliche mit Körperbehinderung) der Lebenshilfe Schweinfurt e. V.

### Medien
Die Gemeinde Schonungen gibt ein Gemeindeblatt heraus, das jeden Freitag erscheint.

## Persönlichkeiten
- Johann Ernst Sattler (1840–1923), Maler, Sattler wurde in Schonungen geboren
- Paulus Klüpfel (1876–1918), ehemaliger römisch-katholischer Priester und Begründer des Freiland-Freigeld-Bundes, wurde in Schonungen geboren.